# Volta à Turquia de 2019
A 55.ª edição da Volta à Turquia (oficialmente: Presidential Cycling Tour of Turkey) é uma carreira de ciclismo em estrada por etapas que celebrou-se entre 8 e 21 de abril de 2019 com início e final na cidade de Istanbul. O percurso consta de um total de 6 etapas sobre uma distância total de 993,4 km.
A carreira faz parte do circuito UCI World Tour de 2019 dentro da categoria 2.uwT. O vencedor final foi o austríaco Felix Großschartner da Bora-Hansgrohe seguido do italiano Valerio Conti da UAE Emirates e o eritreu Merhawi Kudus da Astana.

## Equipas participantes
Tomarão a partida um total de 17 equipas, dos quais participam por direito proprio os 6 equipas de categoria UCI World Team, 10 equipas de Profissional Continental convidados pela organização da carreira e uma equipa nacional, quem conformaram um pelotão de 119 ciclistas dos quais terminaram 110. As equipas participantes foram:
| Equipes WorldTeam (6)- Astana - Bora-hansgrohe - Lotto Soudal - Deceuninck-Quick Step - Dimension Data - UAE Team Emirates Equipes profissionais Continentais (10)- Burgos-BH - Caja Rural-Seguros RGA - Delko-Marseille Provence - Euskadi Basque Country-Murias - Manzana Postobón - Neri Sottoli-Selle Italia-KTM - Nippo Vini Fantini Faizanè - Rally UHC Cycling - Sport Vlaanderen-Baloise - W52-FC Porto Equipe nacional- Turquia |
| |

## Percorrido
A Volta à Turquia dispôs de seis etapas para um percurso total de 993,4 quilómetros, onde se contempla uma etapa em media montanha, e cinco etapas de planas. A estrada inclui a ascensão a 8 portos de montanha: uma de 2ª categoria e sete de 3ª categoria.
| Etapa | Data    | Percurso             | type            | Distância (km) | Vencedor            | Líder geral         |
| ----- | ------- | -------------------- | --------------- | -------------- | ------------------- | ------------------- |
| 1     | 16 abr. | Istambul – Tequirda  | etapa escarpada | 156,7          | Sam Bennett         | Sam Bennett         |
| 2     | 17 abr. | Tequirda – Eceabat   | etapa escarpada | 183,3          | Sam Bennett         | Sam Bennett         |
| 3     | 18 abr. | Chanacale – Edremit  | etapa escarpada | 122,6          | Fabio Jakobsen      | Sam Bennett         |
| 4     | 19 abr. | Baliquesir – Bursa   | etapa escarpada | 194,3          | Caleb Ewan          | Sam Bennett         |
| 5     | 20 abr. | Bursa – Kartepe      | média montanha  | 164,1          | Felix Großschartner | Felix Großschartner |
| 6     | 21 abr. | Adapazarı – Istambul | etapa escarpada | 172,4          | Caleb Ewan          | Felix Großschartner |

## Desenvolvimento da carreira

### 1.ª etapa
Istambul – Tekirdağ (156,7 km)
| \| Classificação por etapas \| Classificação por etapas \| Classificação por etapas \| Classificação por etapas \| Classificação por etapas \| \| Ciclista \| Ciclista \| Equipe \| Tempo \| \| \| ------------------------ \| ------------------------ \| ----------------------------- \| ------------------------ \| ------------------------ \| \| 1. \| Sam Bennett \| Bora-Hansgrohe \| 3h32m34s \| \| \| 2. \| Fabio Jakobsen \| Deceuninck-Quick Step \| + 0s \| \| \| 3. \| Caleb Ewan \| Lotto-Soudal \| + 0s \| \| \| 4. \| Eduard-Michael Grosu \| Delko Marseille Provence \| + 0s \| \| \| 5. \| Simone Consonni \| UAE Team Emirates \| + 0s \| \| \| 6. \| Luca Pacioni \| Neri Sottoli-Selle Italia-KTM \| + 0s \| \| \| 7. \| Imerio Cima \| Nippo-Vini Fantini-Faizanè \| + 0s \| \| \| 8. \| Christophe Noppe \| Sport Vlaanderen-Baloise \| + 0s \| \| \| 9. \| Giovanni Lonardi \| Nippo-Vini Fantini-Faizanè \| + 0s \| \| \| 10. \| Álvaro Hodeg \| Deceuninck-Quick Step \| + 0s \| \| |                      |                               |          |
| |                      |                               |          |
| Fonte: ProCyclingStats |                      |                               |          |
| Classificação por etapas |                      |                               |          |
| Ciclista | Ciclista             | Equipe                        | Tempo    |
| 1. | Sam Bennett          | Bora-Hansgrohe                | 3h32m34s |
| 2. | Fabio Jakobsen       | Deceuninck-Quick Step         | + 0s     |
| 3. | Caleb Ewan           | Lotto-Soudal                  | + 0s     |
| 4. | Eduard-Michael Grosu | Delko Marseille Provence      | + 0s     |
| 5. | Simone Consonni      | UAE Team Emirates             | + 0s     |
| 6. | Luca Pacioni         | Neri Sottoli-Selle Italia-KTM | + 0s     |
| 7. | Imerio Cima          | Nippo-Vini Fantini-Faizanè    | + 0s     |
| 8. | Christophe Noppe     | Sport Vlaanderen-Baloise      | + 0s     |
| 9. | Giovanni Lonardi     | Nippo-Vini Fantini-Faizanè    | + 0s     |
| 10. | Álvaro Hodeg         | Deceuninck-Quick Step         | + 0s     |

| \| Classificação geral \| Classificação geral \| Classificação geral \| Classificação geral \| Classificação geral \| \| Ciclista \| Ciclista \| Equipe \| Tempo \| \| \| ------------------- \| -------------------- \| ----------------------------- \| ------------------- \| ------------------- \| \| 1. \| Sam Bennett \| Bora-Hansgrohe \| 3h32m24s \| \| \| 2. \| Fabio Jakobsen \| Deceuninck-Quick Step \| + 4s \| \| \| 3. \| Caleb Ewan \| Lotto-Soudal \| + 6s \| \| \| 4. \| Lorenzo Fortunato \| Neri Sottoli-Selle Italia-KTM \| + 7s \| \| \| 5. \| Álvaro Robredo \| Burgos-BH \| + 8s \| \| \| 6. \| Lindsay De Vylder \| Sport Vlaanderen-Baloise \| + 9s \| \| \| 7. \| Eduard-Michael Grosu \| Delko Marseille Provence \| + 10s \| \| \| 8. \| Simone Consonni \| UAE Team Emirates \| + 10s \| \| \| 9. \| Luca Pacioni \| Neri Sottoli-Selle Italia-KTM \| + 10s \| \| \| 10. \| Imerio Cima \| Nippo-Vini Fantini-Faizanè \| + 10s \| \| |                      |                               |          |
| |                      |                               |          |
| Fonte: ProCyclingStats |                      |                               |          |
| Classificação geral |                      |                               |          |
| Ciclista | Ciclista             | Equipe                        | Tempo    |
| 1. | Sam Bennett          | Bora-Hansgrohe                | 3h32m24s |
| 2. | Fabio Jakobsen       | Deceuninck-Quick Step         | + 4s     |
| 3. | Caleb Ewan           | Lotto-Soudal                  | + 6s     |
| 4. | Lorenzo Fortunato    | Neri Sottoli-Selle Italia-KTM | + 7s     |
| 5. | Álvaro Robredo       | Burgos-BH                     | + 8s     |
| 6. | Lindsay De Vylder    | Sport Vlaanderen-Baloise      | + 9s     |
| 7. | Eduard-Michael Grosu | Delko Marseille Provence      | + 10s    |
| 8. | Simone Consonni      | UAE Team Emirates             | + 10s    |
| 9. | Luca Pacioni         | Neri Sottoli-Selle Italia-KTM | + 10s    |
| 10. | Imerio Cima          | Nippo-Vini Fantini-Faizanè    | + 10s    |

### 2.ª etapa
Tekirdağ – Eceabat (183,3 km)
| \| Classificação por etapas \| Classificação por etapas \| Classificação por etapas \| Classificação por etapas \| Classificação por etapas \| \| Ciclista \| Ciclista \| Equipe \| Tempo \| \| \| ------------------------ \| ------------------------- \| ----------------------------- \| ------------------------ \| ------------------------ \| \| 1. \| Sam Bennett \| Bora-Hansgrohe \| 4h41m48s \| \| \| 2. \| Felix Großschartner \| Bora-Hansgrohe \| + 0s \| \| \| 3. \| Jhonatan Restrepo \| Manzana Postobón \| + 0s \| \| \| 4. \| Gonzalo Serrano Rodríguez \| Caja Rural-Seguros RGA \| + 0s \| \| \| 5. \| Jan Polanc \| UAE Team Emirates \| + 0s \| \| \| 6. \| Mauro Finetto \| Delko Marseille Provence \| + 0s \| \| \| 7. \| Valerio Conti \| UAE Team Emirates \| + 0s \| \| \| 8. \| Edgar Pinto \| W52-FC Porto \| + 3s \| \| \| 9. \| Sebastian Schönberger \| Neri Sottoli-Selle Italia-KTM \| + 4s \| \| \| 10. \| Cyril Barthe \| Euskadi Basque Country-Murias \| + 4s \| \| |                           |                               |          |
| |                           |                               |          |
| Fonte: ProCyclingStats |                           |                               |          |
| Classificação por etapas |                           |                               |          |
| Ciclista | Ciclista                  | Equipe                        | Tempo    |
| 1. | Sam Bennett               | Bora-Hansgrohe                | 4h41m48s |
| 2. | Felix Großschartner       | Bora-Hansgrohe                | + 0s     |
| 3. | Jhonatan Restrepo         | Manzana Postobón              | + 0s     |
| 4. | Gonzalo Serrano Rodríguez | Caja Rural-Seguros RGA        | + 0s     |
| 5. | Jan Polanc                | UAE Team Emirates             | + 0s     |
| 6. | Mauro Finetto             | Delko Marseille Provence      | + 0s     |
| 7. | Valerio Conti             | UAE Team Emirates             | + 0s     |
| 8. | Edgar Pinto               | W52-FC Porto                  | + 3s     |
| 9. | Sebastian Schönberger     | Neri Sottoli-Selle Italia-KTM | + 4s     |
| 10. | Cyril Barthe              | Euskadi Basque Country-Murias | + 4s     |

| \| Classificação geral \| Classificação geral \| Classificação geral \| Classificação geral \| Classificação geral \| \| Ciclista \| Ciclista \| Equipe \| Tempo \| \| \| ------------------- \| ------------------------- \| ----------------------------- \| ------------------- \| ------------------- \| \| 1. \| Sam Bennett \| Bora-Hansgrohe \| 8h14m02s \| \| \| 2. \| Felix Großschartner \| Bora-Hansgrohe \| + 14s \| \| \| 3. \| Jhonatan Restrepo \| Manzana Postobón \| + 16s \| \| \| 4. \| Jan Polanc \| UAE Team Emirates \| + 20s \| \| \| 5. \| Valerio Conti \| UAE Team Emirates \| + 20s \| \| \| 6. \| Mauro Finetto \| Delko Marseille Provence \| + 20s \| \| \| 7. \| Gonzalo Serrano Rodríguez \| Caja Rural-Seguros RGA \| + 20s \| \| \| 8. \| Edgar Pinto \| W52-FC Porto \| + 23s \| \| \| 9. \| Christophe Noppe \| Sport Vlaanderen-Baloise \| + 24s \| \| \| 10. \| Cyril Barthe \| Euskadi Basque Country-Murias \| + 24s \| \| |                           |                               |          |
| |                           |                               |          |
| Fonte: ProCyclingStats |                           |                               |          |
| Classificação geral |                           |                               |          |
| Ciclista | Ciclista                  | Equipe                        | Tempo    |
| 1. | Sam Bennett               | Bora-Hansgrohe                | 8h14m02s |
| 2. | Felix Großschartner       | Bora-Hansgrohe                | + 14s    |
| 3. | Jhonatan Restrepo         | Manzana Postobón              | + 16s    |
| 4. | Jan Polanc                | UAE Team Emirates             | + 20s    |
| 5. | Valerio Conti             | UAE Team Emirates             | + 20s    |
| 6. | Mauro Finetto             | Delko Marseille Provence      | + 20s    |
| 7. | Gonzalo Serrano Rodríguez | Caja Rural-Seguros RGA        | + 20s    |
| 8. | Edgar Pinto               | W52-FC Porto                  | + 23s    |
| 9. | Christophe Noppe          | Sport Vlaanderen-Baloise      | + 24s    |
| 10. | Cyril Barthe              | Euskadi Basque Country-Murias | + 24s    |

### 3.ª etapa
Çanakkale – Edremite (122,6 km)
| \| Classificação por etapas \| Classificação por etapas \| Classificação por etapas \| Classificação por etapas \| Classificação por etapas \| \| Ciclista \| Ciclista \| Equipe \| Tempo \| \| \| ------------------------ \| ------------------------ \| ----------------------------- \| ------------------------ \| ------------------------ \| \| 1. \| Fabio Jakobsen \| Deceuninck-Quick Step \| 2h50m12s \| \| \| 2. \| Sam Bennett \| Bora-Hansgrohe \| + 0s \| \| \| 3. \| Mark Cavendish \| Dimension Data \| + 0s \| \| \| 4. \| Caleb Ewan \| Lotto-Soudal \| + 0s \| \| \| 5. \| Christophe Noppe \| Sport Vlaanderen-Baloise \| + 0s \| \| \| 6. \| Matteo Malucelli \| Caja Rural-Seguros RGA \| + 0s \| \| \| 7. \| Matthew Gibson \| Burgos-BH \| + 0s \| \| \| 8. \| Luca Pacioni \| Neri Sottoli-Selle Italia-KTM \| + 0s \| \| \| 9. \| Jordan Parra \| Manzana Postobón \| + 0s \| \| \| 10. \| Yevgeniy Gidich \| Astana \| + 0s \| \| |                  |                               |          |
| |                  |                               |          |
| Fonte: ProCyclingStats |                  |                               |          |
| Classificação por etapas |                  |                               |          |
| Ciclista | Ciclista         | Equipe                        | Tempo    |
| 1. | Fabio Jakobsen   | Deceuninck-Quick Step         | 2h50m12s |
| 2. | Sam Bennett      | Bora-Hansgrohe                | + 0s     |
| 3. | Mark Cavendish   | Dimension Data                | + 0s     |
| 4. | Caleb Ewan       | Lotto-Soudal                  | + 0s     |
| 5. | Christophe Noppe | Sport Vlaanderen-Baloise      | + 0s     |
| 6. | Matteo Malucelli | Caja Rural-Seguros RGA        | + 0s     |
| 7. | Matthew Gibson   | Burgos-BH                     | + 0s     |
| 8. | Luca Pacioni     | Neri Sottoli-Selle Italia-KTM | + 0s     |
| 9. | Jordan Parra     | Manzana Postobón              | + 0s     |
| 10. | Yevgeniy Gidich  | Astana                        | + 0s     |

| \| Classificação geral \| Classificação geral \| Classificação geral \| Classificação geral \| Classificação geral \| \| Ciclista \| Ciclista \| Equipe \| Tempo \| \| \| ------------------- \| ------------------------- \| ------------------------ \| ------------------- \| ------------------- \| \| 1. \| Sam Bennett \| Bora-Hansgrohe \| 11h04m08s \| \| \| 2. \| Felix Großschartner \| Bora-Hansgrohe \| + 20s \| \| \| 3. \| Jhonatan Restrepo \| Manzana Postobón \| + 22s \| \| \| 4. \| Jan Polanc \| UAE Team Emirates \| + 26s \| \| \| 5. \| Gonzalo Serrano Rodríguez \| Caja Rural-Seguros RGA \| + 26s \| \| \| 6. \| Valerio Conti \| UAE Team Emirates \| + 26s \| \| \| 7. \| Mauro Finetto \| Delko Marseille Provence \| + 26s \| \| \| 8. \| Edgar Pinto \| W52-FC Porto \| + 29s \| \| \| 9. \| Christophe Noppe \| Sport Vlaanderen-Baloise \| + 30s \| \| \| 10. \| Merhawi Kudus \| Astana \| + 30s \| \| |                           |                          |           |
| |                           |                          |           |
| Fonte: ProCyclingStats |                           |                          |           |
| Classificação geral |                           |                          |           |
| Ciclista | Ciclista                  | Equipe                   | Tempo     |
| 1. | Sam Bennett               | Bora-Hansgrohe           | 11h04m08s |
| 2. | Felix Großschartner       | Bora-Hansgrohe           | + 20s     |
| 3. | Jhonatan Restrepo         | Manzana Postobón         | + 22s     |
| 4. | Jan Polanc                | UAE Team Emirates        | + 26s     |
| 5. | Gonzalo Serrano Rodríguez | Caja Rural-Seguros RGA   | + 26s     |
| 6. | Valerio Conti             | UAE Team Emirates        | + 26s     |
| 7. | Mauro Finetto             | Delko Marseille Provence | + 26s     |
| 8. | Edgar Pinto               | W52-FC Porto             | + 29s     |
| 9. | Christophe Noppe          | Sport Vlaanderen-Baloise | + 30s     |
| 10. | Merhawi Kudus             | Astana                   | + 30s     |

### 4.ª etapa
Balıkesir – Bursa (194,3 km)
| \| Classificação por etapas \| Classificação por etapas \| Classificação por etapas \| Classificação por etapas \| Classificação por etapas \| \| Ciclista \| Ciclista \| Equipe \| Tempo \| \| \| ------------------------ \| ------------------------- \| ----------------------------- \| ------------------------ \| ------------------------ \| \| 1. \| Caleb Ewan \| Lotto-Soudal \| 5h21m38s \| \| \| 2. \| Juan José Lobato \| Nippo-Vini Fantini-Faizanè \| + 0s \| \| \| 3. \| Sam Bennett \| Bora-Hansgrohe \| + 0s \| \| \| 4. \| Simone Consonni \| UAE Team Emirates \| + 0s \| \| \| 5. \| Fabio Jakobsen \| Deceuninck-Quick Step \| + 0s \| \| \| 6. \| Juan Sebastián Molano \| UAE Team Emirates \| + 0s \| \| \| 7. \| Jon Aberasturi \| Caja Rural-Seguros RGA \| + 0s \| \| \| 8. \| Enrique Sanz \| Euskadi Basque Country-Murias \| + 0s \| \| \| 9. \| Giovanni Lonardi \| Nippo-Vini Fantini-Faizanè \| + 0s \| \| \| 10. \| Gonzalo Serrano Rodríguez \| Caja Rural-Seguros RGA \| + 0s \| \| |                           |                               |          |
| |                           |                               |          |
| Fonte: ProCyclingStats |                           |                               |          |
| Classificação por etapas |                           |                               |          |
| Ciclista | Ciclista                  | Equipe                        | Tempo    |
| 1. | Caleb Ewan                | Lotto-Soudal                  | 5h21m38s |
| 2. | Juan José Lobato          | Nippo-Vini Fantini-Faizanè    | + 0s     |
| 3. | Sam Bennett               | Bora-Hansgrohe                | + 0s     |
| 4. | Simone Consonni           | UAE Team Emirates             | + 0s     |
| 5. | Fabio Jakobsen            | Deceuninck-Quick Step         | + 0s     |
| 6. | Juan Sebastián Molano     | UAE Team Emirates             | + 0s     |
| 7. | Jon Aberasturi            | Caja Rural-Seguros RGA        | + 0s     |
| 8. | Enrique Sanz              | Euskadi Basque Country-Murias | + 0s     |
| 9. | Giovanni Lonardi          | Nippo-Vini Fantini-Faizanè    | + 0s     |
| 10. | Gonzalo Serrano Rodríguez | Caja Rural-Seguros RGA        | + 0s     |

| \| Classificação geral \| Classificação geral \| Classificação geral \| Classificação geral \| Classificação geral \| \| Ciclista \| Ciclista \| Equipe \| Tempo \| \| \| ------------------- \| ------------------------- \| ----------------------------- \| ------------------- \| ------------------- \| \| 1. \| Sam Bennett \| Bora-Hansgrohe \| 16h25m42s \| \| \| 2. \| Felix Großschartner \| Bora-Hansgrohe \| + 24s \| \| \| 3. \| Jhonatan Restrepo \| Manzana Postobón \| + 26s \| \| \| 4. \| Jan Polanc \| UAE Team Emirates \| + 30s \| \| \| 5. \| Gonzalo Serrano Rodríguez \| Caja Rural-Seguros RGA \| + 30s \| \| \| 6. \| Valerio Conti \| UAE Team Emirates \| + 30s \| \| \| 7. \| Mauro Finetto \| Delko Marseille Provence \| + 30s \| \| \| 8. \| Edgar Pinto \| W52-FC Porto \| + 33s \| \| \| 9. \| Christophe Noppe \| Sport Vlaanderen-Baloise \| + 34s \| \| \| 10. \| Sebastian Schönberger \| Neri Sottoli-Selle Italia-KTM \| + 34s \| \| |                           |                               |           |
| |                           |                               |           |
| Fonte: ProCyclingStats |                           |                               |           |
| Classificação geral |                           |                               |           |
| Ciclista | Ciclista                  | Equipe                        | Tempo     |
| 1. | Sam Bennett               | Bora-Hansgrohe                | 16h25m42s |
| 2. | Felix Großschartner       | Bora-Hansgrohe                | + 24s     |
| 3. | Jhonatan Restrepo         | Manzana Postobón              | + 26s     |
| 4. | Jan Polanc                | UAE Team Emirates             | + 30s     |
| 5. | Gonzalo Serrano Rodríguez | Caja Rural-Seguros RGA        | + 30s     |
| 6. | Valerio Conti             | UAE Team Emirates             | + 30s     |
| 7. | Mauro Finetto             | Delko Marseille Provence      | + 30s     |
| 8. | Edgar Pinto               | W52-FC Porto                  | + 33s     |
| 9. | Christophe Noppe          | Sport Vlaanderen-Baloise      | + 34s     |
| 10. | Sebastian Schönberger     | Neri Sottoli-Selle Italia-KTM | + 34s     |

### 5.ª etapa
Bursa – Kartepe (164,1 km)
| \| Classificação por etapas \| Classificação por etapas \| Classificação por etapas \| Classificação por etapas \| Classificação por etapas \| \| Ciclista \| Ciclista \| Equipe \| Tempo \| \| \| ------------------------ \| ------------------------ \| ----------------------------- \| ------------------------ \| ------------------------ \| \| 1. \| Felix Großschartner \| Bora-Hansgrohe \| 4h17m13s \| \| \| 2. \| Valerio Conti \| UAE Team Emirates \| + 9s \| \| \| 3. \| Merhawi Kudus \| Astana \| + 9s \| \| \| 4. \| Remco Evenepoel \| Deceuninck-Quick Step \| + 16s \| \| \| 5. \| Edgar Pinto \| W52-FC Porto \| + 40s \| \| \| 6. \| Jan Polanc \| UAE Team Emirates \| + 51s \| \| \| 7. \| Kyle Murphy \| Rally UHC Cycling \| + 58s \| \| \| 8. \| Mauro Finetto \| Delko Marseille Provence \| + 1m03s \| \| \| 9. \| Etienne van Empel \| Neri Sottoli-Selle Italia-KTM \| + 1m08s \| \| \| 10. \| Rob Britton \| Rally UHC Cycling \| + 1m08s \| \| |                     |                               |          |
| |                     |                               |          |
| Fonte: ProCyclingStats |                     |                               |          |
| Classificação por etapas |                     |                               |          |
| Ciclista | Ciclista            | Equipe                        | Tempo    |
| 1. | Felix Großschartner | Bora-Hansgrohe                | 4h17m13s |
| 2. | Valerio Conti       | UAE Team Emirates             | + 9s     |
| 3. | Merhawi Kudus       | Astana                        | + 9s     |
| 4. | Remco Evenepoel     | Deceuninck-Quick Step         | + 16s    |
| 5. | Edgar Pinto         | W52-FC Porto                  | + 40s    |
| 6. | Jan Polanc          | UAE Team Emirates             | + 51s    |
| 7. | Kyle Murphy         | Rally UHC Cycling             | + 58s    |
| 8. | Mauro Finetto       | Delko Marseille Provence      | + 1m03s  |
| 9. | Etienne van Empel   | Neri Sottoli-Selle Italia-KTM | + 1m08s  |
| 10. | Rob Britton         | Rally UHC Cycling             | + 1m08s  |

| \| Classificação geral \| Classificação geral \| Classificação geral \| Classificação geral \| Classificação geral \| \| Ciclista \| Ciclista \| Equipe \| Tempo \| \| \| ------------------- \| ------------------------- \| ------------------------ \| ------------------- \| ------------------- \| \| 1. \| Felix Großschartner \| Bora-Hansgrohe \| 20h43m09s \| \| \| 2. \| Valerio Conti \| UAE Team Emirates \| + 19s \| \| \| 3. \| Merhawi Kudus \| Astana \| + 25s \| \| \| 4. \| Remco Evenepoel \| Deceuninck-Quick Step \| + 41s \| \| \| 5. \| Edgar Pinto \| W52-FC Porto \| + 59s \| \| \| 6. \| Jan Polanc \| UAE Team Emirates \| + 1m07s \| \| \| 7. \| Mauro Finetto \| Delko Marseille Provence \| + 1m19s \| \| \| 8. \| Jhonatan Restrepo \| Manzana Postobón \| + 1m26s \| \| \| 9. \| Gonzalo Serrano Rodríguez \| Caja Rural-Seguros RGA \| + 1m29s \| \| \| 10. \| Kyle Murphy \| Rally UHC Cycling \| + 1m30s \| \| |                           |                          |           |
| |                           |                          |           |
| Fonte: ProCyclingStats |                           |                          |           |
| Classificação geral |                           |                          |           |
| Ciclista | Ciclista                  | Equipe                   | Tempo     |
| 1. | Felix Großschartner       | Bora-Hansgrohe           | 20h43m09s |
| 2. | Valerio Conti             | UAE Team Emirates        | + 19s     |
| 3. | Merhawi Kudus             | Astana                   | + 25s     |
| 4. | Remco Evenepoel           | Deceuninck-Quick Step    | + 41s     |
| 5. | Edgar Pinto               | W52-FC Porto             | + 59s     |
| 6. | Jan Polanc                | UAE Team Emirates        | + 1m07s   |
| 7. | Mauro Finetto             | Delko Marseille Provence | + 1m19s   |
| 8. | Jhonatan Restrepo         | Manzana Postobón         | + 1m26s   |
| 9. | Gonzalo Serrano Rodríguez | Caja Rural-Seguros RGA   | + 1m29s   |
| 10. | Kyle Murphy               | Rally UHC Cycling        | + 1m30s   |

### 6.ª etapa
Adapazarı – Istambul (172,4 km)
| \| Classificação por etapas \| Classificação por etapas \| Classificação por etapas \| Classificação por etapas \| Classificação por etapas \| \| Ciclista \| Ciclista \| Equipe \| Tempo \| \| \| ------------------------ \| ------------------------ \| ----------------------------- \| ------------------------ \| ------------------------ \| \| 1. \| Caleb Ewan \| Lotto-Soudal \| 4h10m41s \| \| \| 2. \| Fabio Jakobsen \| Deceuninck-Quick Step \| + 0s \| \| \| 3. \| Sam Bennett \| Bora-Hansgrohe \| + 4s \| \| \| 4. \| Simone Consonni \| UAE Team Emirates \| + 4s \| \| \| 5. \| Jon Aberasturi \| Caja Rural-Seguros RGA \| + 8s \| \| \| 6. \| Enrique Sanz \| Euskadi Basque Country-Murias \| + 8s \| \| \| 7. \| Christophe Noppe \| Sport Vlaanderen-Baloise \| + 8s \| \| \| 8. \| Felix Großschartner \| Bora-Hansgrohe \| + 8s \| \| \| 9. \| Imerio Cima \| Nippo-Vini Fantini-Faizanè \| + 8s \| \| \| 10. \| Eduard-Michael Grosu \| Delko Marseille Provence \| + 8s \| \| |                      |                               |          |
| |                      |                               |          |
| Fonte: ProCyclingStats |                      |                               |          |
| Classificação por etapas |                      |                               |          |
| Ciclista | Ciclista             | Equipe                        | Tempo    |
| 1. | Caleb Ewan           | Lotto-Soudal                  | 4h10m41s |
| 2. | Fabio Jakobsen       | Deceuninck-Quick Step         | + 0s     |
| 3. | Sam Bennett          | Bora-Hansgrohe                | + 4s     |
| 4. | Simone Consonni      | UAE Team Emirates             | + 4s     |
| 5. | Jon Aberasturi       | Caja Rural-Seguros RGA        | + 8s     |
| 6. | Enrique Sanz         | Euskadi Basque Country-Murias | + 8s     |
| 7. | Christophe Noppe     | Sport Vlaanderen-Baloise      | + 8s     |
| 8. | Felix Großschartner  | Bora-Hansgrohe                | + 8s     |
| 9. | Imerio Cima          | Nippo-Vini Fantini-Faizanè    | + 8s     |
| 10. | Eduard-Michael Grosu | Delko Marseille Provence      | + 8s     |

## Classificações finais
- As classificações finalizaram da seguinte forma:[4]

### Classificação geral
| \| Classificação geral \| Classificação geral \| Classificação geral \| Classificação geral \| Classificação geral \| \| Ciclista \| Ciclista \| Equipe \| Tempo \| \| \| ------------------- \| ------------------------- \| ------------------------ \| ------------------- \| ------------------- \| \| 1. \| Felix Großschartner \| Bora-Hansgrohe \| 24h53m58s \| \| \| 2. \| Valerio Conti \| UAE Team Emirates \| + 19s \| \| \| 3. \| Merhawi Kudus \| Astana \| + 25s \| \| \| 4. \| Remco Evenepoel \| Deceuninck-Quick Step \| + 53s \| \| \| 5. \| Edgar Pinto \| W52-FC Porto \| + 59s \| \| \| 6. \| Jan Polanc \| UAE Team Emirates \| + 1m12s \| \| \| 7. \| Jhonatan Restrepo \| Manzana Postobón \| + 1m26s \| \| \| 8. \| Gonzalo Serrano Rodríguez \| Caja Rural-Seguros RGA \| + 1m29s \| \| \| 9. \| Mauro Finetto \| Delko Marseille Provence \| + 1m31s \| \| \| 10. \| Kyle Murphy \| Rally UHC Cycling \| + 1m42s \| \| |                           |                          |           |
| |                           |                          |           |
| Fonte: ProCyclingStats |                           |                          |           |
| Classificação geral |                           |                          |           |
| Ciclista | Ciclista                  | Equipe                   | Tempo     |
| 1. | Felix Großschartner       | Bora-Hansgrohe           | 24h53m58s |
| 2. | Valerio Conti             | UAE Team Emirates        | + 19s     |
| 3. | Merhawi Kudus             | Astana                   | + 25s     |
| 4. | Remco Evenepoel           | Deceuninck-Quick Step    | + 53s     |
| 5. | Edgar Pinto               | W52-FC Porto             | + 59s     |
| 6. | Jan Polanc                | UAE Team Emirates        | + 1m12s   |
| 7. | Jhonatan Restrepo         | Manzana Postobón         | + 1m26s   |
| 8. | Gonzalo Serrano Rodríguez | Caja Rural-Seguros RGA   | + 1m29s   |
| 9. | Mauro Finetto             | Delko Marseille Provence | + 1m31s   |
| 10. | Kyle Murphy               | Rally UHC Cycling        | + 1m42s   |

### Classificação por pontos
| Classificação por pontos | Classificação por pontos  | Classificação por pontos      | Classificação por pontos | Classificação por pontos |
| Ciclista                 | Ciclista                  | Equipe                        | Pontos                   |                          |
| ------------------------ | ------------------------- | ----------------------------- | ------------------------ | ------------------------ |
| 1.                       | Sam Bennett               | Bora-Hansgrohe                | 70 pts                   |                          |
| 2.                       | Caleb Ewan                | Lotto-Soudal                  | 55 pts                   |                          |
| 3.                       | Fabio Jakobsen            | Deceuninck-Quick Step         | 54 pts                   |                          |
| 4.                       | Felix Großschartner       | Bora-Hansgrohe                | 40 pts                   |                          |
| 5.                       | Simone Consonni           | UAE Team Emirates             | 40 pts                   |                          |
| 6.                       | Christophe Noppe          | Sport Vlaanderen-Baloise      | 32 pts                   |                          |
| 7.                       | Valerio Conti             | UAE Team Emirates             | 27 pts                   |                          |
| 8.                       | Gonzalo Serrano Rodríguez | Caja Rural-Seguros RGA        | 24 pts                   |                          |
| 9.                       | Jan Polanc                | UAE Team Emirates             | 22 pts                   |                          |
| 10.                      | Enrique Sanz              | Euskadi Basque Country-Murias | 22 pts                   |                          |

### Classificação da montanha
| Classificação da montanha | Classificação da montanha | Classificação da montanha     | Classificação da montanha | Classificação da montanha |
| Ciclista                  | Ciclista                  | Equipe                        | Pontos                    |                           |
| ------------------------- | ------------------------- | ----------------------------- | ------------------------- | ------------------------- |
| 1.                        | Thimo Willems             | Sport Vlaanderen-Baloise      | 16 pts                    |                           |
| 2.                        | Felix Großschartner       | Bora-Hansgrohe                | 15 pts                    |                           |
| 3.                        | Valerio Conti             | UAE Team Emirates             | 13 pts                    |                           |
| 4.                        | Merhawi Kudus             | Astana                        | 8 pts                     |                           |
| 5.                        | Lindsay De Vylder         | Sport Vlaanderen-Baloise      | 5 pts                     |                           |
| 6.                        | Remco Evenepoel           | Deceuninck-Quick Step         | 5 pts                     |                           |
| 7.                        | Lucas De Rossi            | Delko Marseille Provence      | 5 pts                     |                           |
| 8.                        | Mauricio Moreira          | Caja Rural-Seguros RGA        | 4 pts                     |                           |
| 9.                        | Umberto Marengo           | Neri Sottoli-Selle Italia-KTM | 3 pts                     |                           |
| 10.                       | Ramūnas Navardauskas      | Delko Marseille Provence      | 3 pts                     |                           |

### Classificação dos sprints
| Classificação por velocidade | Classificação por velocidade | Classificação por velocidade | Classificação por velocidade | Classificação por velocidade |
| Ciclista                     | Ciclista                     | Equipe                       | Pontos                       |                              |
| ---------------------------- | ---------------------------- | ---------------------------- | ---------------------------- | ---------------------------- |
| 1.                           | Feritcan Şamlı               | Turquia                      | 14 pts                       |                              |
| 2.                           | Lindsay De Vylder            | Sport Vlaanderen-Baloise     | 7 pts                        |                              |
| 3.                           | Ahmet Örken                  | Turquia                      | 5 pts                        |                              |
| 4.                           | Michaek Schwarzmann          | Bora-Hansgrohe               | 5 pts                        |                              |
| 5.                           | Roger Kluge                  | Lotto-Soudal                 | 5 pts                        |                              |
| 6.                           | Thimo Willems                | Sport Vlaanderen-Baloise     | 5 pts                        |                              |
| 7.                           | Hayato Yoshida               | Nippo-Vini Fantini-Faizanè   | 3 pts                        |                              |
| 8.                           | Lucas De Rossi               | Delko Marseille Provence     | 3 pts                        |                              |
| 9.                           | Robbe Ghys                   | Sport Vlaanderen-Baloise     | 3 pts                        |                              |
| 10.                          | Emerson Oronte               | Rally UHC Cycling            | 2 pts                        |                              |

### Classificação por equipas
| Classificação por equipes | Classificação por equipes     | Classificação por equipes | Classificação por equipes |
| Equipe                    | Equipe                        | Tempo                     |                           |
| ------------------------- | ----------------------------- | ------------------------- | ------------------------- |
| 1.                        | Manzana Postobón              | 74h47m35s                 |                           |
| 2.                        | Delko-Marseille Provence      | + 1m21s                   |                           |
| 3.                        | Astana                        | + 1m25s                   |                           |
| 4.                        | Neri Sottoli-Selle Italia-KTM | + 2m07s                   |                           |
| 5.                        | W52-FC Porto                  | + 2m54s                   |                           |
| 6.                        | Rally UHC Cycling             | + 5m52s                   |                           |
| 7.                        | Dimension Data                | + 7m27s                   |                           |
| 8.                        | Bora-hansgrohe                | + 8m30s                   |                           |
| 9.                        | Deceuninck-Quick Step         | + 8m35s                   |                           |
| 10.                       | Nippo Vini Fantini Faizanè    | + 10m49s                  |                           |

## Evolução das classificações
| Etapa              | Vencedor            | Classificação geral | Classificação por pontos | Classificação da montanha | Classificação dos sprints | Classificação por equipas |
| ------------------ | ------------------- | ------------------- | ------------------------ | ------------------------- | ------------------------- | ------------------------- |
| 1                  | Sam Bennett         | Sam Bennett         | Sam Bennett              | Lindsay De Vylder         | Feritcan Şamlı            | Caja Rural-Seguros RGA    |
| 2                  | Sam Bennett         | Sam Bennett         | Sam Bennett              | Thimo Willems             | Feritcan Şamlı            | Bora-Hansgrohe            |
| 3                  | Fabio Jakobsen      | Sam Bennett         | Sam Bennett              | Thimo Willems             | Feritcan Şamlı            | Bora-Hansgrohe            |
| 4                  | Caleb Ewan          | Sam Bennett         | Sam Bennett              | Thimo Willems             | Feritcan Şamlı            | Bora-Hansgrohe            |
| 5                  | Felix Großschartner | Felix Großschartner | Sam Bennett              | Felix Großschartner       | Feritcan Şamlı            | Manzana Postobón          |
| 6                  | Caleb Ewan          | Felix Großschartner | Sam Bennett              | Thimo Willems             | Feritcan Şamlı            | Manzana Postobón          |
| Classements finals | Classements finals  | Felix Großschartner | Sam Bennett              | Thimo Willems             | Feritcan Şamlı            | Manzana Postobón          |

## Lista de Participantes
| Bora-Hansgrohe BOH | Bora-Hansgrohe BOH          | Bora-Hansgrohe BOH |
| ------------------ | --------------------------- | ------------------ |
| Num                | Ciclista                    | Pos                |
| 1                  | Peter Sagan (SVK) (estrada) | 5.                 |
| 2                  | Maciej Bodnar (POL)         | DNF                |
| 3                  | Marcus Burghardt (GER)      | 24.                |
| 4                  | Daniel Oss (ITA)            | DNF                |
| 5                  | Juraj Sagan (SVK)           | DNF                |
| 6                  | Andreas Schillinger (GER)   | 53.                |
| 7                  | Rüdiger Selig (GER)         | 39.                |

| AG2R La Mondiale ALM | AG2R La Mondiale ALM    | AG2R La Mondiale ALM |
| -------------------- | ----------------------- | -------------------- |
| Num                  | Ciclista                | Pos                  |
| 11                   | Silvan Dillier (SUI)    | 57.                  |
| 12                   | Nico Denz (GER)         | 36.                  |
| 13                   | Julien Duval (FRA)      | 64.                  |
| 14                   | Dorian Godon (FRA)      | 68.                  |
| 15                   | Alexis Gougeard (FRA)   | DNF                  |
| 16                   | Oliver Naesen (BEL)     | 13.                  |
| 17                   | Stijn Vandenbergh (BEL) | 23.                  |

| CCC Team CPT | CCC Team CPT                   | CCC Team CPT |
| ------------ | ------------------------------ | ------------ |
| Num          | Ciclista                       | Pos          |
| 21           | Greg Van Avermaet (BEL)        | 12.          |
| 22           | Kamil Gradek (POL)             | DNF          |
| 23           | Michael Schär (SUI)            | 80.          |
| 24           | Gijs Van Hoecke (BEL)          | DNF          |
| 25           | Nathan Van Hooydonck (BEL)     | 47.          |
| 26           | Guillaume Van Keirsbulck (BEL) | 42.          |
| 27           | Łukasz Wiśniowski (POL)        | 77.          |

| Trek-Segafredo TFS | Trek-Segafredo TFS   | Trek-Segafredo TFS |
| ------------------ | -------------------- | ------------------ |
| Num                | Ciclista             | Pos                |
| 31                 | John Degenkolb (GER) | 28.                |
| 32                 | Koen de Kort (NED)   | 49.                |
| 33                 | Alex Kirsch (LUX)    | HD                 |
| 34                 | Ryan Mullen (IRL)    | 96.                |
| 35                 | Mads Pedersen (DEN)  | 51.                |
| 36                 | Jasper Stuyven (BEL) | 27.                |
| 37                 | Edward Theuns (BEL)  | 55.                |

| EF Education First EF1 | EF Education First EF1    | EF Education First EF1 |
| ---------------------- | ------------------------- | ---------------------- |
| Num                    | Ciclista                  | Pos                    |
| 41                     | Sep Vanmarcke (BEL)       | 4.                     |
| 42                     | Matti Breschel (DEN)      | 60.                    |
| 43                     | Mitchell Docker (AUS)     | 76.                    |
| 44                     | Julius van den Berg (NED) | DNF                    |
| 45                     | Sebastian Langeveld (NED) | 10.                    |
| 46                     | Taylor Phinney (USA)      | DNF                    |
| 47                     | Tom Scully (NZL)          | 94.                    |

| Katusha-Alpecin TKA | Katusha-Alpecin TKA    | Katusha-Alpecin TKA |
| ------------------- | ---------------------- | ------------------- |
| Num                 | Ciclista               | Pos                 |
| 51                  | Nils Politt (GER)      | 2.                  |
| 52                  | Jenthe Biermans (BEL)  | DNF                 |
| 53                  | Jens Debusschere (BEL) | DNF                 |
| 54                  | Marco Haller (AUT)     | 16.                 |
| 55                  | Reto Hollenstein (SUI) | 58.                 |
| 56                  | Mads Würtz (DEN)       | 34.                 |
| 57                  | Rick Zabel (GER)       | 85.                 |

| Deceuninck-Quick Step DQT | Deceuninck-Quick Step DQT     | Deceuninck-Quick Step DQT |
| ------------------------- | ----------------------------- | ------------------------- |
| Num                       | Ciclista                      | Pos                       |
| 61                        | Zdeněk Štybar (CZE)           | 8.                        |
| 62                        | Kasper Asgreen (DEN)          | 50.                       |
| 63                        | Tim Declercq (BEL)            | DNF                       |
| 64                        | Philippe Gilbert (BEL)        | 1.                        |
| 65                        | Iljo Keisse (BEL)             | DNF                       |
| 66                        | Yves Lampaert (BEL) (estrada) | 3.                        |
| 67                        | Florian Sénéchal (FRA)        | 6.                        |

| Total Direct Énergie TDE | Total Direct Énergie TDE | Total Direct Énergie TDE |
| ------------------------ | ------------------------ | ------------------------ |
| Num                      | Ciclista                 | Pos                      |
| 71                       | Adrien Petit (FRA)       | 15.                      |
| 72                       | Romain Cardis (FRA)      | DNF                      |
| 73                       | Damien Gaudin (FRA)      | DNF                      |
| 74                       | Yohann Gène (FRA)        | DNF                      |
| 75                       | Pim Ligthart (NED)       | DNF                      |
| 76                       | Alexandre Pichot (FRA)   | 92.                      |
| 77                       | Anthony Turgis (FRA)     | 18.                      |

| Mitchelton-Scott MTS | Mitchelton-Scott MTS           | Mitchelton-Scott MTS |
| -------------------- | ------------------------------ | -------------------- |
| Num                  | Ciclista                       | Pos                  |
| 81                   | Matteo Trentin (ITA) (estrada) | 43.                  |
| 82                   | Edoardo Affini (ITA)           | 99.                  |
| 83                   | Jack Bauer (NZL)               | DNF                  |
| 85                   | Michael Hepburn (AUS)          | 98.                  |
| 86                   | Luka Mezgec (SLO)              | DNF                  |
| 87                   | Callum Scotson (AUS)           | HD                   |
| 88                   | Robert Stannard (AUS)          | 69.                  |

| Groupama-FDJ GFC | Groupama-FDJ GFC          | Groupama-FDJ GFC |
| ---------------- | ------------------------- | ---------------- |
| Num              | Ciclista                  | Pos              |
| 91               | Arnaud Démare (FRA)       | 17.              |
| 92               | Jacopo Guarnieri (ITA)    | DNF              |
| 93               | Ignatas Konovalovas (LTU) | 81.              |
| 94               | Stefan Küng (SUI)         | 11.              |
| 95               | Olivier Le Gac (FRA)      | 65.              |
| 96               | Marc Sarreau (FRA)        | 35.              |
| 97               | Ramon Sinkeldam (NED)     | DNF              |

| Lotto-Soudal LTS | Lotto-Soudal LTS        | Lotto-Soudal LTS |
| ---------------- | ----------------------- | ---------------- |
| Num              | Ciclista                | Pos              |
| 101              | Jens Keukeleire (BEL)   | 29.              |
| 102              | Tiesj Benoot (BEL)      | DNF              |
| 103              | Stan Dewulf (BEL)       | 79.              |
| 104              | Frederik Frison (BEL)   | DNF              |
| 105              | Nikolas Maes (BEL)      | DNF              |
| 106              | Lawrence Naesen (BEL)   | DNF              |
| 107              | Brian van Goethem (NED) | DNF              |

| Team Jumbo-Visma TJV | Team Jumbo-Visma TJV     | Team Jumbo-Visma TJV |
| -------------------- | ------------------------ | -------------------- |
| Num                  | Ciclista                 | Pos                  |
| 111                  | Wout van Aert (BEL)      | 22.                  |
| 112                  | Pascal Eenkhoorn (NED)   | 63.                  |
| 114                  | Mike Teunissen (NED)     | 7.                   |
| 115                  | Taco van der Hoorn (NED) | DNF                  |
| 116                  | Danny van Poppel (NED)   | DNF                  |
| 117                  | Maarten Wynants (BEL)    | 40.                  |
| 118                  | Timo Roosen (NED)        | 89.                  |

| Team Sky SKY | Team Sky SKY           | Team Sky SKY |
| ------------ | ---------------------- | ------------ |
| Num          | Ciclista               | Pos          |
| 121          | Luke Rowe (GBR)        | 32.          |
| 122          | Owain Doull (GBR)      | 95.          |
| 123          | Filippo Ganna (ITA)    | DNF          |
| 124          | Christian Knees (GER)  | DNF          |
| 125          | Gianni Moscon (ITA)    | 84.          |
| 126          | Ian Stannard (GBR)     | 82.          |
| 127          | Dylan van Baarle (NED) | 21.          |

| UAE Team Emirates UAD | UAE Team Emirates UAD                | UAE Team Emirates UAD |
| --------------------- | ------------------------------------ | --------------------- |
| Num                   | Ciclista                             | Pos                   |
| 131                   | Alexander Kristoff (NOR)             | 56.                   |
| 132                   | Tom Bohli (SUI)                      | DNF                   |
| 133                   | Sven Erik Bystrøm (NOR)              | DNF                   |
| 134                   | Fernando Gaviria (COL)               | NP                    |
| 135                   | Vegard Stake Laengen (NOR) (estrada) | DNF                   |
| 136                   | Marco Marcato (ITA)                  | DNF                   |
| 137                   | Jasper Philipsen (BEL)               | DNF                   |

| Cofidis, Solutions Crédits COF | Cofidis, Solutions Crédits COF | Cofidis, Solutions Crédits COF |
| ------------------------------ | ------------------------------ | ------------------------------ |
| Num                            | Ciclista                       | Pos                            |
| 141                            | Christophe Laporte (FRA)       | 33.                            |
| 142                            | Filippo Fortin (ITA)           | 100.                           |
| 143                            | Hugo Hofstetter (FRA)          | 19.                            |
| 144                            | Cyril Lemoine (FRA)            | 54.                            |
| 145                            | Damien Touzé (FRA)             | 48.                            |
| 146                            | Bert Van Lerberghe (BEL)       | DNF                            |
| 147                            | Kenneth Vanbilsen (BEL)        | DNF                            |

| Astana AST | Astana AST               | Astana AST |
| ---------- | ------------------------ | ---------- |
| Num        | Ciclista                 | Pos        |
| 151        | Magnus Cort (DEN)        | DNF        |
| 152        | Davide Ballerini (ITA)   | 31.        |
| 153        | Zhandos Bizhigitov (KAZ) | DNF        |
| 154        | Laurens De Vreese (BEL)  | 25.        |
| 155        | Daniil Fominykh (KAZ)    | DNF        |
| 156        | Dmitriy Gruzdev (KAZ)    | DNF        |
| 157        | Hugo Houle (CAN)         | 78.        |

| Bahrain-Merida TBM | Bahrain-Merida TBM            | Bahrain-Merida TBM |
| ------------------ | ----------------------------- | ------------------ |
| Num                | Ciclista                      | Pos                |
| 161                | Matej Mohorič (SLO) (estrada) | 70.                |
| 162                | Phil Bauhaus (GER)            | DNF                |
| 163                | Iván García Cortina (ESP)     | 41.                |
| 164                | Heinrich Haussler (AUS)       | 14.                |
| 165                | Kristjan Koren (SLO)          | 30.                |
| 166                | Marcel Sieberg (GER)          | DNF                |
| 167                | Jan Tratnik (SLO)             | 87.                |

| Movistar Team MOV | Movistar Team MOV       | Movistar Team MOV |
| ----------------- | ----------------------- | ----------------- |
| Num               | Ciclista                | Pos               |
| 171               | Jürgen Roelandts (BEL)  | DNF               |
| 172               | Jorge Arcas (ESP)       | DNF               |
| 173               | Daniele Bennati (ITA)   | DNF               |
| 174               | Jaime Castrillo (ESP)   | DNF               |
| 175               | Imanol Erviti (ESP)     | 73.               |
| 176               | Eduardo Sepúlveda (ARG) | HD                |
| 177               | Jasha Sütterlin (GER)   | DNF               |

| Wanty-Gobert WGG | Wanty-Gobert WGG           | Wanty-Gobert WGG |
| ---------------- | -------------------------- | ---------------- |
| Num              | Ciclista                   | Pos              |
| 181              | Frederik Backaert (BEL)    | 26.              |
| 183              | Ludwig De Winter (BEL)     | DNF              |
| 184              | Tom Devriendt (BEL)        | 37.              |
| 185              | Wesley Kreder (NED)        | 38.              |
| 186              | Boris Vallée (BEL)         | 59.              |
| 187              | Pieter Vanspeybrouck (BEL) | DNF              |
| 189              | Timothy Dupont (BEL)       | 52.              |

| Dimension Data TDD | Dimension Data TDD                | Dimension Data TDD |
| ------------------ | --------------------------------- | ------------------ |
| Num                | Ciclista                          | Pos                |
| 191                | Edvald Boasson Hagen (NOR)        | 45.                |
| 192                | Lars Bak (DEN)                    | 91.                |
| 193                | Bernhard Eisel (AUT)              | 66.                |
| 194                | Reinardt Janse van Rensburg (RSA) | 61.                |
| 195                | Jay Thomson (RSA)                 | DNF                |
| 196                | Rasmus Tiller (NOR)               | HD                 |
| 197                | Julien Vermote (BEL)              | 86.                |

| Arkéa-Samsic PCB | Arkéa-Samsic PCB       | Arkéa-Samsic PCB |
| ---------------- | ---------------------- | ---------------- |
| Num              | Ciclista               | Pos              |
| 201              | André Greipel (GER)    | DNF              |
| 202              | Franck Bonnamour (FRA) | 88.              |
| 203              | Brice Feillu (FRA)     | DNF              |
| 204              | Benoît Jarrier (FRA)   | 83.              |
| 205              | Clément Russo (FRA)    | 46.              |
| 206              | Alan Riou (FRA)        | HD               |
| 207              | Bram Welten (NED)      | DNF              |

| Team Sunweb SUN | Team Sunweb SUN              | Team Sunweb SUN |
| --------------- | ---------------------------- | --------------- |
| Num             | Ciclista                     | Pos             |
| 211             | Nikias Arndt (GER)           | 44.             |
| 212             | Cees Bol (NED)               | 62.             |
| 213             | Roy Curvers (NED)            | 75.             |
| 214             | Lennard Kämna (GER)          | DNF             |
| 215             | Asbjørn Kragh Andersen (DEN) | DNF             |
| 216             | Casper Pedersen (DEN)        | DNF             |
| 217             | Max Walscheid (GER)          | HD              |

| Vital Concept-B&B Hotels VCB | Vital Concept-B&B Hotels VCB | Vital Concept-B&B Hotels VCB |
| ---------------------------- | ---------------------------- | ---------------------------- |
| Num                          | Ciclista                     | Pos                          |
| 221                          | Bert De Backer (BEL)         | 20.                          |
| 222                          | Kris Boeckmans (BEL)         | 97.                          |
| 223                          | Corentin Ermenault (FRA)     | 90.                          |
| 224                          | Jérémy Lecroq (FRA)          | 72.                          |
| 225                          | Julien Morice (FRA)          | DNF                          |
| 226                          | Jimmy Turgis (FRA)           | 67.                          |
| 227                          | Jonas Van Genechten (BEL)    | HD                           |

| Roompot-Charles ROC | Roompot-Charles ROC       | Roompot-Charles ROC |
| ------------------- | ------------------------- | ------------------- |
| Num                 | Ciclista                  | Pos                 |
| 231                 | Lars Boom (NED)           | 74.                 |
| 232                 | Jesper Asselman (NED)     | HD                  |
| 233                 | Senne Leysen (BEL)        | DNF                 |
| 235                 | Justin Timmermans (NED)   | DNF                 |
| 236                 | Sjoerd van Ginneken (NED) | DNF                 |
| 237                 | Boy van Poppel (NED)      | 93.                 |
| 238                 | Michael Van Staeyen (BEL) | DNF                 |

| Delko Marseille Provence DMP | Delko Marseille Provence DMP   | Delko Marseille Provence DMP |
| ---------------------------- | ------------------------------ | ---------------------------- |
| Num                          | Ciclista                       | Pos                          |
| 241                          | Evaldas Šiškevičius (LTU)      | 9.                           |
| 242                          | Joseph Areruya (RWA)           | HD                           |
| 243                          | Iuri Filosi (ITA)              | DNF                          |
| 244                          | Brenton Jones (AUS)            | DNF                          |
| 245                          | Przemysław Kasperkiewicz (POL) | HD                           |
| 246                          | Jérémy Leveau (FRA)            | DNF                          |
| 247                          | Julien Trarieux (FRA)          | 71.                          |

| Bora-Hansgrohe BOH | Bora-Hansgrohe BOH          | Bora-Hansgrohe BOH |
| ------------------ | --------------------------- | ------------------ |
| Num                | Ciclista                    | Pos                |
| 1                  | Peter Sagan (SVK) (estrada) | 5.                 |
| 2                  | Maciej Bodnar (POL)         | DNF                |
| 3                  | Marcus Burghardt (GER)      | 24.                |
| 4                  | Daniel Oss (ITA)            | DNF                |
| 5                  | Juraj Sagan (SVK)           | DNF                |
| 6                  | Andreas Schillinger (GER)   | 53.                |
| 7                  | Rüdiger Selig (GER)         | 39.                |

| AG2R La Mondiale ALM | AG2R La Mondiale ALM    | AG2R La Mondiale ALM |
| -------------------- | ----------------------- | -------------------- |
| Num                  | Ciclista                | Pos                  |
| 11                   | Silvan Dillier (SUI)    | 57.                  |
| 12                   | Nico Denz (GER)         | 36.                  |
| 13                   | Julien Duval (FRA)      | 64.                  |
| 14                   | Dorian Godon (FRA)      | 68.                  |
| 15                   | Alexis Gougeard (FRA)   | DNF                  |
| 16                   | Oliver Naesen (BEL)     | 13.                  |
| 17                   | Stijn Vandenbergh (BEL) | 23.                  |

| CCC Team CPT | CCC Team CPT                   | CCC Team CPT |
| ------------ | ------------------------------ | ------------ |
| Num          | Ciclista                       | Pos          |
| 21           | Greg Van Avermaet (BEL)        | 12.          |
| 22           | Kamil Gradek (POL)             | DNF          |
| 23           | Michael Schär (SUI)            | 80.          |
| 24           | Gijs Van Hoecke (BEL)          | DNF          |
| 25           | Nathan Van Hooydonck (BEL)     | 47.          |
| 26           | Guillaume Van Keirsbulck (BEL) | 42.          |
| 27           | Łukasz Wiśniowski (POL)        | 77.          |

| Trek-Segafredo TFS | Trek-Segafredo TFS   | Trek-Segafredo TFS |
| ------------------ | -------------------- | ------------------ |
| Num                | Ciclista             | Pos                |
| 31                 | John Degenkolb (GER) | 28.                |
| 32                 | Koen de Kort (NED)   | 49.                |
| 33                 | Alex Kirsch (LUX)    | HD                 |
| 34                 | Ryan Mullen (IRL)    | 96.                |
| 35                 | Mads Pedersen (DEN)  | 51.                |
| 36                 | Jasper Stuyven (BEL) | 27.                |
| 37                 | Edward Theuns (BEL)  | 55.                |

| EF Education First EF1 | EF Education First EF1    | EF Education First EF1 |
| ---------------------- | ------------------------- | ---------------------- |
| Num                    | Ciclista                  | Pos                    |
| 41                     | Sep Vanmarcke (BEL)       | 4.                     |
| 42                     | Matti Breschel (DEN)      | 60.                    |
| 43                     | Mitchell Docker (AUS)     | 76.                    |
| 44                     | Julius van den Berg (NED) | DNF                    |
| 45                     | Sebastian Langeveld (NED) | 10.                    |
| 46                     | Taylor Phinney (USA)      | DNF                    |
| 47                     | Tom Scully (NZL)          | 94.                    |

| Katusha-Alpecin TKA | Katusha-Alpecin TKA    | Katusha-Alpecin TKA |
| ------------------- | ---------------------- | ------------------- |
| Num                 | Ciclista               | Pos                 |
| 51                  | Nils Politt (GER)      | 2.                  |
| 52                  | Jenthe Biermans (BEL)  | DNF                 |
| 53                  | Jens Debusschere (BEL) | DNF                 |
| 54                  | Marco Haller (AUT)     | 16.                 |
| 55                  | Reto Hollenstein (SUI) | 58.                 |
| 56                  | Mads Würtz (DEN)       | 34.                 |
| 57                  | Rick Zabel (GER)       | 85.                 |

| Deceuninck-Quick Step DQT | Deceuninck-Quick Step DQT     | Deceuninck-Quick Step DQT |
| ------------------------- | ----------------------------- | ------------------------- |
| Num                       | Ciclista                      | Pos                       |
| 61                        | Zdeněk Štybar (CZE)           | 8.                        |
| 62                        | Kasper Asgreen (DEN)          | 50.                       |
| 63                        | Tim Declercq (BEL)            | DNF                       |
| 64                        | Philippe Gilbert (BEL)        | 1.                        |
| 65                        | Iljo Keisse (BEL)             | DNF                       |
| 66                        | Yves Lampaert (BEL) (estrada) | 3.                        |
| 67                        | Florian Sénéchal (FRA)        | 6.                        |

| Total Direct Énergie TDE | Total Direct Énergie TDE | Total Direct Énergie TDE |
| ------------------------ | ------------------------ | ------------------------ |
| Num                      | Ciclista                 | Pos                      |
| 71                       | Adrien Petit (FRA)       | 15.                      |
| 72                       | Romain Cardis (FRA)      | DNF                      |
| 73                       | Damien Gaudin (FRA)      | DNF                      |
| 74                       | Yohann Gène (FRA)        | DNF                      |
| 75                       | Pim Ligthart (NED)       | DNF                      |
| 76                       | Alexandre Pichot (FRA)   | 92.                      |
| 77                       | Anthony Turgis (FRA)     | 18.                      |

| Mitchelton-Scott MTS | Mitchelton-Scott MTS           | Mitchelton-Scott MTS |
| -------------------- | ------------------------------ | -------------------- |
| Num                  | Ciclista                       | Pos                  |
| 81                   | Matteo Trentin (ITA) (estrada) | 43.                  |
| 82                   | Edoardo Affini (ITA)           | 99.                  |
| 83                   | Jack Bauer (NZL)               | DNF                  |
| 85                   | Michael Hepburn (AUS)          | 98.                  |
| 86                   | Luka Mezgec (SLO)              | DNF                  |
| 87                   | Callum Scotson (AUS)           | HD                   |
| 88                   | Robert Stannard (AUS)          | 69.                  |

| Groupama-FDJ GFC | Groupama-FDJ GFC          | Groupama-FDJ GFC |
| ---------------- | ------------------------- | ---------------- |
| Num              | Ciclista                  | Pos              |
| 91               | Arnaud Démare (FRA)       | 17.              |
| 92               | Jacopo Guarnieri (ITA)    | DNF              |
| 93               | Ignatas Konovalovas (LTU) | 81.              |
| 94               | Stefan Küng (SUI)         | 11.              |
| 95               | Olivier Le Gac (FRA)      | 65.              |
| 96               | Marc Sarreau (FRA)        | 35.              |
| 97               | Ramon Sinkeldam (NED)     | DNF              |

| Lotto-Soudal LTS | Lotto-Soudal LTS        | Lotto-Soudal LTS |
| ---------------- | ----------------------- | ---------------- |
| Num              | Ciclista                | Pos              |
| 101              | Jens Keukeleire (BEL)   | 29.              |
| 102              | Tiesj Benoot (BEL)      | DNF              |
| 103              | Stan Dewulf (BEL)       | 79.              |
| 104              | Frederik Frison (BEL)   | DNF              |
| 105              | Nikolas Maes (BEL)      | DNF              |
| 106              | Lawrence Naesen (BEL)   | DNF              |
| 107              | Brian van Goethem (NED) | DNF              |

| Team Jumbo-Visma TJV | Team Jumbo-Visma TJV     | Team Jumbo-Visma TJV |
| -------------------- | ------------------------ | -------------------- |
| Num                  | Ciclista                 | Pos                  |
| 111                  | Wout van Aert (BEL)      | 22.                  |
| 112                  | Pascal Eenkhoorn (NED)   | 63.                  |
| 114                  | Mike Teunissen (NED)     | 7.                   |
| 115                  | Taco van der Hoorn (NED) | DNF                  |
| 116                  | Danny van Poppel (NED)   | DNF                  |
| 117                  | Maarten Wynants (BEL)    | 40.                  |
| 118                  | Timo Roosen (NED)        | 89.                  |

| Team Sky SKY | Team Sky SKY           | Team Sky SKY |
| ------------ | ---------------------- | ------------ |
| Num          | Ciclista               | Pos          |
| 121          | Luke Rowe (GBR)        | 32.          |
| 122          | Owain Doull (GBR)      | 95.          |
| 123          | Filippo Ganna (ITA)    | DNF          |
| 124          | Christian Knees (GER)  | DNF          |
| 125          | Gianni Moscon (ITA)    | 84.          |
| 126          | Ian Stannard (GBR)     | 82.          |
| 127          | Dylan van Baarle (NED) | 21.          |

| UAE Team Emirates UAD | UAE Team Emirates UAD                | UAE Team Emirates UAD |
| --------------------- | ------------------------------------ | --------------------- |
| Num                   | Ciclista                             | Pos                   |
| 131                   | Alexander Kristoff (NOR)             | 56.                   |
| 132                   | Tom Bohli (SUI)                      | DNF                   |
| 133                   | Sven Erik Bystrøm (NOR)              | DNF                   |
| 134                   | Fernando Gaviria (COL)               | NP                    |
| 135                   | Vegard Stake Laengen (NOR) (estrada) | DNF                   |
| 136                   | Marco Marcato (ITA)                  | DNF                   |
| 137                   | Jasper Philipsen (BEL)               | DNF                   |

| Cofidis, Solutions Crédits COF | Cofidis, Solutions Crédits COF | Cofidis, Solutions Crédits COF |
| ------------------------------ | ------------------------------ | ------------------------------ |
| Num                            | Ciclista                       | Pos                            |
| 141                            | Christophe Laporte (FRA)       | 33.                            |
| 142                            | Filippo Fortin (ITA)           | 100.                           |
| 143                            | Hugo Hofstetter (FRA)          | 19.                            |
| 144                            | Cyril Lemoine (FRA)            | 54.                            |
| 145                            | Damien Touzé (FRA)             | 48.                            |
| 146                            | Bert Van Lerberghe (BEL)       | DNF                            |
| 147                            | Kenneth Vanbilsen (BEL)        | DNF                            |

| Astana AST | Astana AST               | Astana AST |
| ---------- | ------------------------ | ---------- |
| Num        | Ciclista                 | Pos        |
| 151        | Magnus Cort (DEN)        | DNF        |
| 152        | Davide Ballerini (ITA)   | 31.        |
| 153        | Zhandos Bizhigitov (KAZ) | DNF        |
| 154        | Laurens De Vreese (BEL)  | 25.        |
| 155        | Daniil Fominykh (KAZ)    | DNF        |
| 156        | Dmitriy Gruzdev (KAZ)    | DNF        |
| 157        | Hugo Houle (CAN)         | 78.        |

| Bahrain-Merida TBM | Bahrain-Merida TBM            | Bahrain-Merida TBM |
| ------------------ | ----------------------------- | ------------------ |
| Num                | Ciclista                      | Pos                |
| 161                | Matej Mohorič (SLO) (estrada) | 70.                |
| 162                | Phil Bauhaus (GER)            | DNF                |
| 163                | Iván García Cortina (ESP)     | 41.                |
| 164                | Heinrich Haussler (AUS)       | 14.                |
| 165                | Kristjan Koren (SLO)          | 30.                |
| 166                | Marcel Sieberg (GER)          | DNF                |
| 167                | Jan Tratnik (SLO)             | 87.                |

| Movistar Team MOV | Movistar Team MOV       | Movistar Team MOV |
| ----------------- | ----------------------- | ----------------- |
| Num               | Ciclista                | Pos               |
| 171               | Jürgen Roelandts (BEL)  | DNF               |
| 172               | Jorge Arcas (ESP)       | DNF               |
| 173               | Daniele Bennati (ITA)   | DNF               |
| 174               | Jaime Castrillo (ESP)   | DNF               |
| 175               | Imanol Erviti (ESP)     | 73.               |
| 176               | Eduardo Sepúlveda (ARG) | HD                |
| 177               | Jasha Sütterlin (GER)   | DNF               |

| Wanty-Gobert WGG | Wanty-Gobert WGG           | Wanty-Gobert WGG |
| ---------------- | -------------------------- | ---------------- |
| Num              | Ciclista                   | Pos              |
| 181              | Frederik Backaert (BEL)    | 26.              |
| 183              | Ludwig De Winter (BEL)     | DNF              |
| 184              | Tom Devriendt (BEL)        | 37.              |
| 185              | Wesley Kreder (NED)        | 38.              |
| 186              | Boris Vallée (BEL)         | 59.              |
| 187              | Pieter Vanspeybrouck (BEL) | DNF              |
| 189              | Timothy Dupont (BEL)       | 52.              |

| Dimension Data TDD | Dimension Data TDD                | Dimension Data TDD |
| ------------------ | --------------------------------- | ------------------ |
| Num                | Ciclista                          | Pos                |
| 191                | Edvald Boasson Hagen (NOR)        | 45.                |
| 192                | Lars Bak (DEN)                    | 91.                |
| 193                | Bernhard Eisel (AUT)              | 66.                |
| 194                | Reinardt Janse van Rensburg (RSA) | 61.                |
| 195                | Jay Thomson (RSA)                 | DNF                |
| 196                | Rasmus Tiller (NOR)               | HD                 |
| 197                | Julien Vermote (BEL)              | 86.                |

| Arkéa-Samsic PCB | Arkéa-Samsic PCB       | Arkéa-Samsic PCB |
| ---------------- | ---------------------- | ---------------- |
| Num              | Ciclista               | Pos              |
| 201              | André Greipel (GER)    | DNF              |
| 202              | Franck Bonnamour (FRA) | 88.              |
| 203              | Brice Feillu (FRA)     | DNF              |
| 204              | Benoît Jarrier (FRA)   | 83.              |
| 205              | Clément Russo (FRA)    | 46.              |
| 206              | Alan Riou (FRA)        | HD               |
| 207              | Bram Welten (NED)      | DNF              |

| Team Sunweb SUN | Team Sunweb SUN              | Team Sunweb SUN |
| --------------- | ---------------------------- | --------------- |
| Num             | Ciclista                     | Pos             |
| 211             | Nikias Arndt (GER)           | 44.             |
| 212             | Cees Bol (NED)               | 62.             |
| 213             | Roy Curvers (NED)            | 75.             |
| 214             | Lennard Kämna (GER)          | DNF             |
| 215             | Asbjørn Kragh Andersen (DEN) | DNF             |
| 216             | Casper Pedersen (DEN)        | DNF             |
| 217             | Max Walscheid (GER)          | HD              |

| Vital Concept-B&B Hotels VCB | Vital Concept-B&B Hotels VCB | Vital Concept-B&B Hotels VCB |
| ---------------------------- | ---------------------------- | ---------------------------- |
| Num                          | Ciclista                     | Pos                          |
| 221                          | Bert De Backer (BEL)         | 20.                          |
| 222                          | Kris Boeckmans (BEL)         | 97.                          |
| 223                          | Corentin Ermenault (FRA)     | 90.                          |
| 224                          | Jérémy Lecroq (FRA)          | 72.                          |
| 225                          | Julien Morice (FRA)          | DNF                          |
| 226                          | Jimmy Turgis (FRA)           | 67.                          |
| 227                          | Jonas Van Genechten (BEL)    | HD                           |

| Roompot-Charles ROC | Roompot-Charles ROC       | Roompot-Charles ROC |
| ------------------- | ------------------------- | ------------------- |
| Num                 | Ciclista                  | Pos                 |
| 231                 | Lars Boom (NED)           | 74.                 |
| 232                 | Jesper Asselman (NED)     | HD                  |
| 233                 | Senne Leysen (BEL)        | DNF                 |
| 235                 | Justin Timmermans (NED)   | DNF                 |
| 236                 | Sjoerd van Ginneken (NED) | DNF                 |
| 237                 | Boy van Poppel (NED)      | 93.                 |
| 238                 | Michael Van Staeyen (BEL) | DNF                 |

| Delko Marseille Provence DMP | Delko Marseille Provence DMP   | Delko Marseille Provence DMP |
| ---------------------------- | ------------------------------ | ---------------------------- |
| Num                          | Ciclista                       | Pos                          |
| 241                          | Evaldas Šiškevičius (LTU)      | 9.                           |
| 242                          | Joseph Areruya (RWA)           | HD                           |
| 243                          | Iuri Filosi (ITA)              | DNF                          |
| 244                          | Brenton Jones (AUS)            | DNF                          |
| 245                          | Przemysław Kasperkiewicz (POL) | HD                           |
| 246                          | Jérémy Leveau (FRA)            | DNF                          |
| 247                          | Julien Trarieux (FRA)          | 71.                          |